# Nabidae
I Nabidi (Nabidae Costa, 1852) sono una famiglia di piccoli insetti Cimicomorfi appartenenti all'ordine dei Rincoti, sottordine Eterotteri.

## Descrizione
I Nabidi sono insetti di dimensioni medio-piccole, con corpo oblungo e appiattito in senso dorso-ventrale, lungo da 5 a 10 mm. La livrea ha colori uniformi, tendenti al chiaro nei Nabinae, allo scuro nei Prostemmatinae.
Le antenne sono composte da 4-5 articoli e della stessa lunghezza del capo. Il rostro è formato da 4 articoli, lungo e ricurvo alla base, separato nettamente dal protorace da una regione sclerotizzata detta gola; in posizione di riposo non si appoggia sulla faccia ventrale del capo..
Il torace mostra una ricca scultura della cuticola, visibile ai lati; il metatorace è provvisto di ghiandola odorifera. Le ali anteriori hanno la parte sclerificata suddivisa in clavo e corio, quest'ultimo terminante con il cuneo, come negli Antocoridi e nei Miridi. Le ali sono funzionali ma una delle specie più comuni e rappresentative, l'Himacerus apterus, è attera. Le zampe sono lunghe e slanciate, con tarsi composti da tre segmenti. Le anteriori e le medie portano un organo adesivo nella parte distale delle tibie. Le zampe anteriori sono usate come raptatorie per afferrare e trattenere la preda, sfruttando l'azione adesiva degli organi tibiali.
L'addome dei maschi è provvisto di un organo copulatore completo e simmetrico, le femmine sono prive di spermateca. Anche in questa famiglia si verifica l'inseminazione emocelica, come nella maggior parte dei Cimicoidei, con perforazione del tegumento addominale della femmina e immissione dello sperma nel lacunoma.

## Biologia
I Nabidi sono insetti predatori e, come gli Antocoridi, sono considerati insetti utili in quanto predano soprattutto acari e insetti dannosi e le rispettive uova; fra le consuete vittime si citano afidi, cocciniglie, cicaline. A differenza degli Antocoridi popolano prevalentemente la vegetazione erbacea o arbustiva, comportandosi in modo sostanziale come i Reduvidi, meno frequentemente si ritrovano anche su piante arboree.
La femmina depone le uova all'interno degli steli erbacei. Il ciclo è composto da una sola generazione annua.

## Sistematica
La famiglia dei Nabidi comprende 380 specie distribuite in 31 generi (LATTIN, 1989). La suddivisione sistematica interna è ritenuta sostanzialmente stabile ed è condivisa dalla maggior parte degli schemi tassonomici. Secondo gli schemi tassonomici, la famiglia si suddivide in due sottofamiglie:
- Famiglia Nabidae

- Sottofamiglia Nabinae: comprende specie dal corpo slanciato, con livree chiare e zampe lunghe
- Sottofamiglia Prostemmatinae: comprende specie dal corpo più robusto, con livree scure e zampe moderatamente lunghe.